# Phyllastrephus fulviventris
Phyllastrephus fulviventris é uma espécie de ave da família Pycnonotidae.
Pode ser encontrada nos seguintes países: Angola, República Democrática do Congo e Gabão.
Os seus habitats naturais são: florestas secas tropicais ou subtropicais , florestas subtropicais ou tropicais húmidas de baixa altitude e savanas húmidas.